# Dodge Lancer
La Lancer è un'autovettura prodotta dalla Dodge dal 1961 al 1962 e dal 1985 al 1989. Dal 1955 al 1959 il nome "Lancer" è stato invece dato ad alcune versioni della Coronet, della Royal e della Custom Royal.

## La Lancer come allestimento: 1955–1959

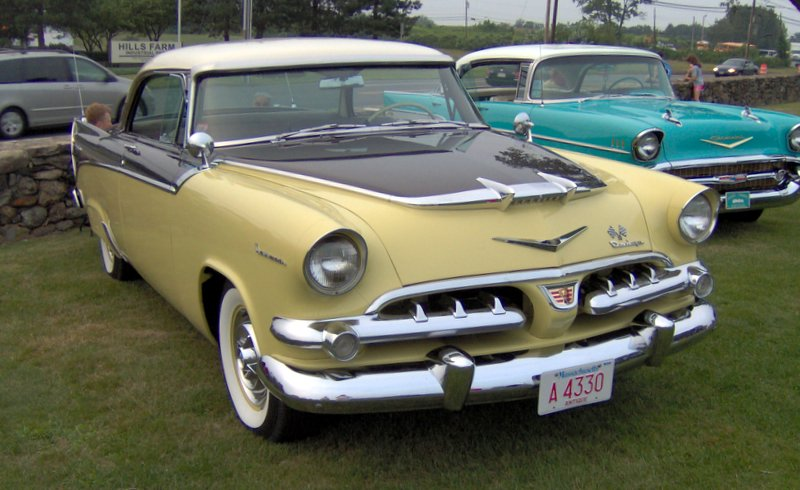
Una Dodge Custom Royal Lancer

La Dodge usò per la prima volta il nome "Lancer" dal 1955 al 1959 per le versioni hardtop a due e quattro porte della Coronet, Royal e della Custom Royal.
La Custom Royal Lancer del 1959, disponibile solo in versione hard-top, era al top della gamma Dodge e venne prodotta solo in 11.397 esemplari. Essa montava un motore Big-block da 5,9 L di cilindrata che erogava 305 CV di potenza. Era disponibile un'opzione D-500 che aveva in dotazione un propulsore da 6,3 L. Questo motore aveva installato un carburatore quadruplo corpo Carter e sviluppava 320 CV. Inoltre era in listino una versione Super D-500 che era dotata di un motore da 6,3 L. Esso possedeva due carburatori quadruplo corpo e sviluppava 340 CV.
La Custom Royal Lancer aveva in dotazione anche un cruscotto ed un volante imbottiti, degli emblemi riportanti la scritta "Lancer" applicati in vari punti, dei tergicristalli attivabili da un pedale e due antenne per l'autoradio. Tra l'equipaggiamento standard erano compresi gli alzacristalli elettrici, il servofreno, l'aria condizionata e dei sedili girevoli. Questo allestimento Lancer fu tolto di produzione nel 1960.

## La prima serie: 1961–1962

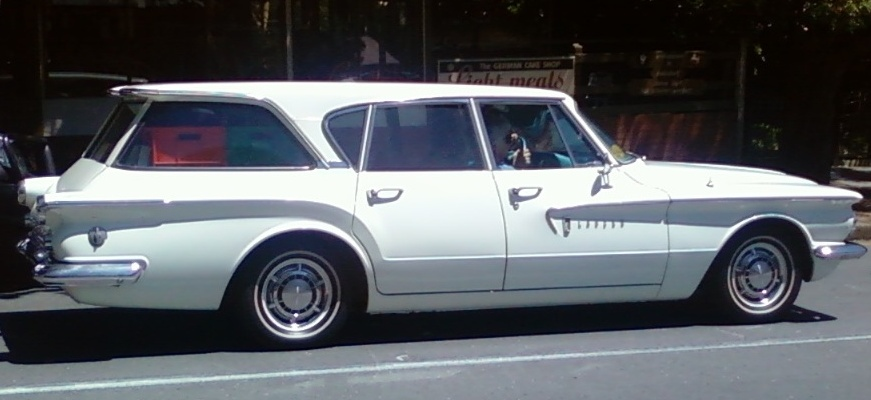
Una Dodge Lancer familiare del 1961

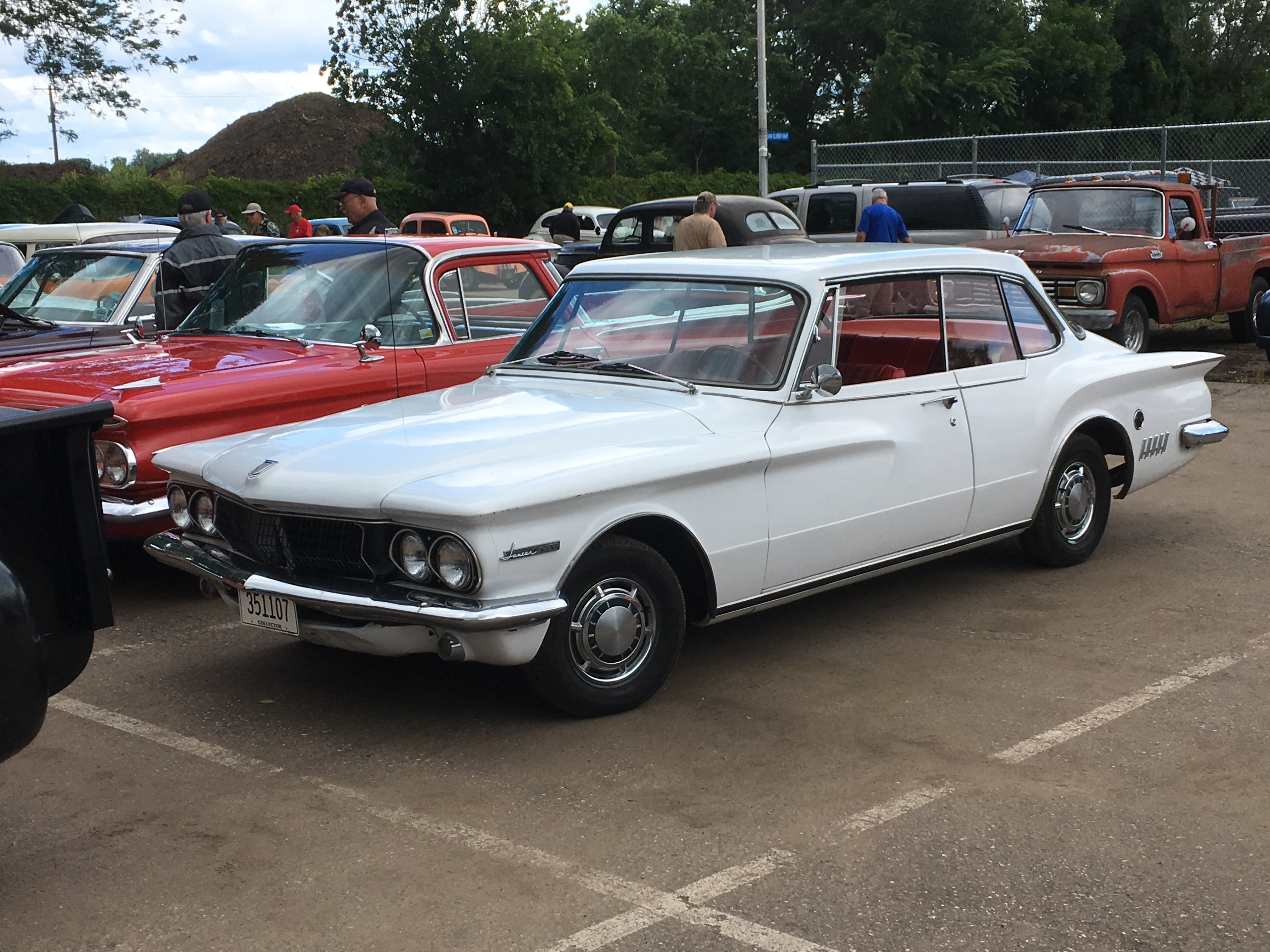
Una Dodge Lancer GT

Nel model year 1961 la Dodge applicò il nome Lancer alla versione di livello più alto della Plymouth Valiant. La Lancer era a tutti gli effetti un modello clone della Valiant, e venne ottenuta da quest'ultima tramite badge engineering. La Lancer fu introdotta quando la Chrysler assegnò ufficialmente il nome "Valiant" alla Plymouth nel 1961. Ciò portò i concessionari Dodge nella situazione di non avere un modello compact da offrire agli acquirenti, e quindi venne deciso di introdurre la Lancer. I tipi di carrozzeria disponibili per la Valiant erano offerti anche sulla Lancer. Essi erano berlina due e quattro porte, hardtop due porte e familiare quattro porte.
Il passo e il corpo vettura erano identici a quelli della Valiant, ma gli interni e l'allestimento esterno erano più ricercati quelli della Lancer. La Lancer possedeva dei fanali tondi e una calandra a tutta larghezza, mentre la Valiant era dotata di luci posteriori ad "occhi di gatto" e di una calandra centrale. Nel 1961, i livelli di allestimento erano il 170 (quello base) ed il 770, che era il pacchetto premium. Nel 1961 la versione hardtop due porte era commercializzata come Lancer 770 Sports Coupe e rappresentava il kit estetico sportiveggiante. Nel 1962 la Sports Coupe fu rinominata più brevemente GT. Essa aveva in dotazione dei sedili singoli in luogo di quello a divanetto, ed era possibile ordinare una verniciatura a due colori. Sempre nel 1962, le scritte "Lancer GT" furono montate nei pannelli porta sotto il deflettore e ai lati dei parafanghi anteriori, subito dietro ai fari anteriori. Le scritte "GT" furono collocate sul cofano e sul portellone del bagagliaio. Le cornici dei fanali anteriori e le barre orizzontali della calandra vennero verniciate di nero. La GT, inoltre, non possedeva taluni ornamenti che si potevano trovare invece sugli allestimenti 170 e 770, come le scritte identificative, i listelli obliqui cromati nella parte bassa dei parafanghi posteriori, e gli inserti cromati tra la porta e il parafango con estremità a forma di gancio.
Sulla Lancer erano utilizzati solo motori a sei cilindri in linea. Il propulsore base aveva una cilindrata di 2,8 L ed erogava 101 CV di potenza. Il pacchetto ad alte prestazioni comprendeva invece un più grande motore da 3,7 L che erogava 145 CV. Dopo il model year 1961, fu disponibile una versione del motore da 3,7 L con monoblocco in alluminio pressofuso. Ogni motore poteva essere equipaggiato dal pacchetto Hyper Pak, che comprendeva modifiche indirizzate verso l'aumento delle prestazioni. Ad esempio, al motore da 2,8 L, con questo pacchetto, aumentava la potenza a 148 CV, mentre al propulsore da 3,7 L incrementava la potenza a 196 CV. Sul primo motore citato, il pacchetto Hyper Pak era in grado di far diminuire il tempo impiegato per accelerare da 0 a 97 km/h di 4 secondi. Sul motore da 3,7 L invece permetteva un'accelerazione da 0 a 97 km di 8,6 secondi.
Le opzioni disponibili per i cambi comprendevano una trasmissione Chrysler A903 manuale a tre rapporti con leva di comando installata sul pavimento (nel 1961) oppure sul piantone dello sterzo (1962), e un cambio A904 Torqueflite automatico a tre rapporti.
Le vendite di questa prima serie di Lancer furono sotto le aspettative, dato che registrarono dei volumi che erano la metà di quelli della Valiant. A seguito della totale riprogettazione dei modelli compact Dodge nel 1963, la Lancer fu tolta dai listini. Il modello compact Dodge prodotto dal 1963 al 1976 fu la Dart,che fu un nome associato precedentemente a modelli più grandi, ma che nell'occasione cambiò di categoria.
La Lancer è stata anche venduta in Sudafrica dal 1961 al 1963 con il nome di DeSoto Rebel non molto prima che il marchio DeSoto fosse soppresso negli Stati Uniti. Tutte le Rebels erano equipaggiate con il motore da 2,8 L e con il cambio manuale a tre rapporti. La Rebels aveva in dotazione il quadro strumenti della Plymouth Valiant. Erano installati sui paraurti anteriori dei catarifrangenti bianchi in conformità alle vigenti leggi sudafricane. Il nome Rebel fu in seguito reintrodotto in Sudafrica dalla Chrysler come Valiant Rebel.
La Lancer fu prodotta, negli Stati Uniti, a Detroit, Hamtramck, Los Angeles, Newark e Saint Louis. In Messico fu assemblata invece a città del Messico.
Basata sul pianale A della Chrysler, questa serie di Lancer era a trazione posteriore e montava il motore anteriore.

## La seconda serie: 1985–1989

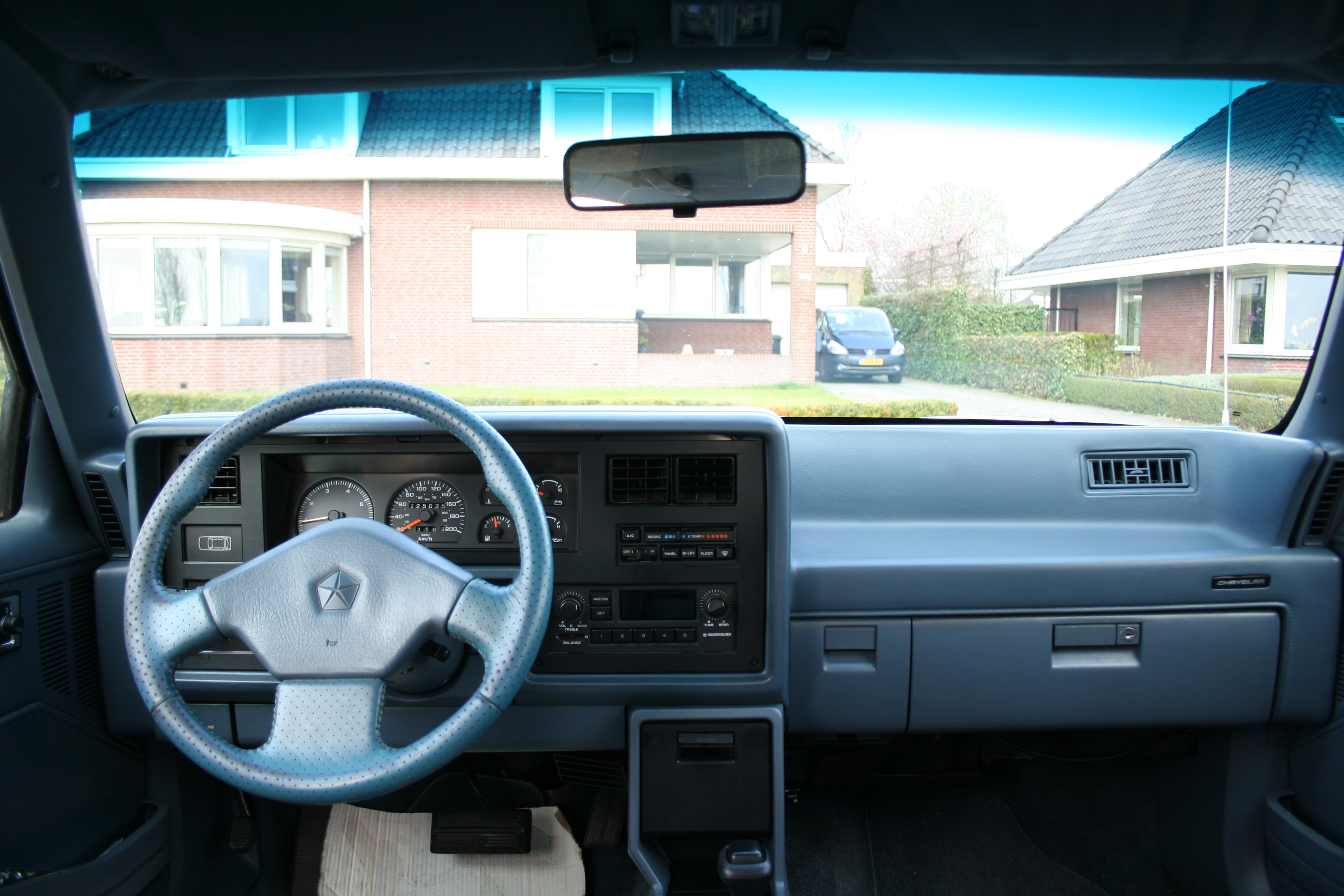
Gli interni

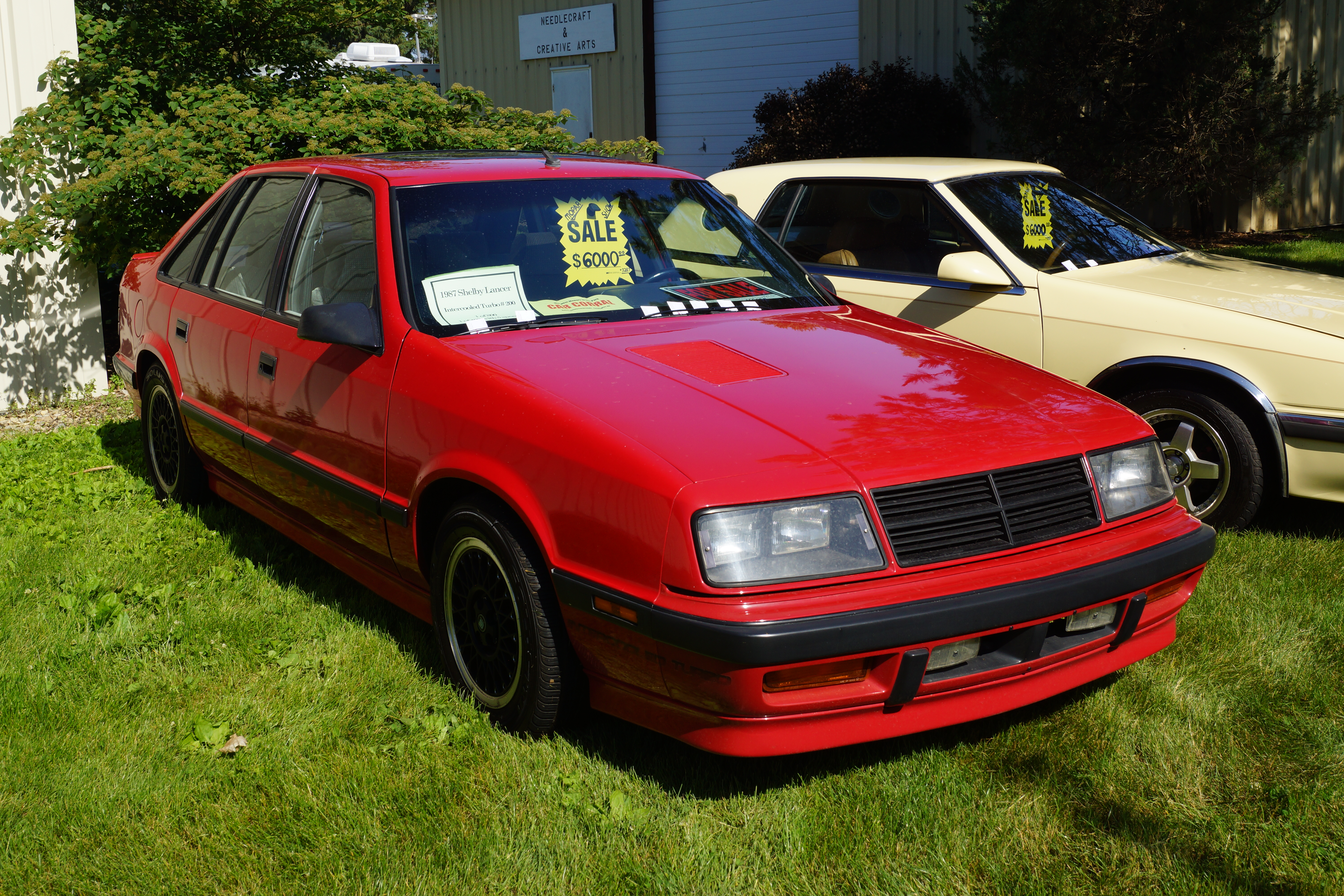
Una Dodge Lancer Shelby

La Dodge Lancer è stata reintrodotta nel 1985 come hatchback mid-size cinque porte. Era sostanzialmente un clone della Chrysler LeBaron GTS ed era basata sul pianale H della Chrysler, cioè su una piattaforma che era la versione allungata del pianale K. La nuova Lancer era collocata, nella gamma Dodge, tra la Aries e la 600.  Tutte le Lancer di questa serie vennero costruite a Sterling Heights, nel Michigan. La produzione cessò il 7 aprile 1989. La Lancer fu poi sostituita dalla Spirit.
Il modello era a trazione all’avantreno e possedeva il motore anteriore. Erano disponibili due cambi, uno manuale a cinque rapporti ed uno automatico A413 a tre marce. Anche i motori offerti erano due, entrambi a quattro cilindri in linea. Uno aveva una cilindrata di 2,2 L, mentre l'altro di 2,5 L.
Dal 1988 al 1989 fu commercializzato il pacchetto Lancer Shelby, che comprendeva barre antirollio, molle accorciate e sterzo più reattivo, oltre che un equipaggiamento più ricco che comprendeva i sedili foderati in pelle e regolabili elettricamente, la chiusura centralizzata, gli alzacristalli elettrici e gli specchietti retrovisori regolabili elettricamente. Questa versione fu ispirata dalla Shelby Lancer. L'allestimento Lancer Shelby comprendeva la versione sovralimentata Turbo II del motore da 2,2 L, che erogava 175 CV e che era associata ad un cambio manuale. La trasmissione automatica era invece accoppiata al motore Turbo I da 2,2 L, anch'esso sovralimentato, ma da 146 CV. Sebbene la Lancer Shelby non fosse stata programmata in numero limitato, ne vennero prodotti solamente 279 esemplari nel 1988 e 208 nel 1989.
Nell'aprile del 1988 la Chrysler iniziò ad offrire alcuni suoi modelli in Europa. Uno di essi fu la Chrysler GTS, che era sostanzialmente una versione della Dodge Lancer ottenuta tramite badge engineering. A causa delle diverse leggi che vigevano nel vecchio continente, l'aspetto esteriore del modello europeo rispetto a quello della vettura americana, era leggermente differente. Ad esempio, gli indicatori di direzione erano color ambra invece che rossi, e le luci di ingombro anteriori e la terza luce di stop montata al centro in alto vennero eliminate. Inoltre, furono installati degli indicatori di direzioni sopra i parafanghi anteriori, e gli specchietti retrovisori esterni erano incernierati tramite una molla invece di essere rigidi. La motorizzazione comprendeva il motore da 2,2 L, sia nella versione normalmente aspirata che in quella sovralimentata. Dal 1989 fu disponibile il motore da 2,5 L, anch'esso offerto nella doppia versione. Il motore normalmente aspirato da 2,2 L fu poi tolto dai listini. La sua versione Turbo II rimase nell'offerta e fu montata di serie sulla Chrysler GTS Shelby, che era il corrispettivo europeo della Dodge Lancer Shelby. Il cambio offerto di serie era una trasmissione manuale a cinque rapporti, mentre tra le opzioni era possibile ordinare un cambio automatico a tre marce. La GTS Shelby era disponibile solo con il cambio manuale. La Chrysler GTS ebbe però pochi acquirenti in Europa a causa della forte concorrenza di modelli analoghi. Il prezzo era relativamente basso, ma questo non aiutò le vendite. Alla fine del 1989 la GTS fu sostituita dalla Chrysler Saratoga.